# Mansour Diagne
Mansour Diagne (Dakar, 21 gennaio 1933) è un ex cestista senegalese.

## Carriera
Con il Senegal ha disputato i Giochi olimpici di Città del Messico 1968.